# Königreich Thessaloniki

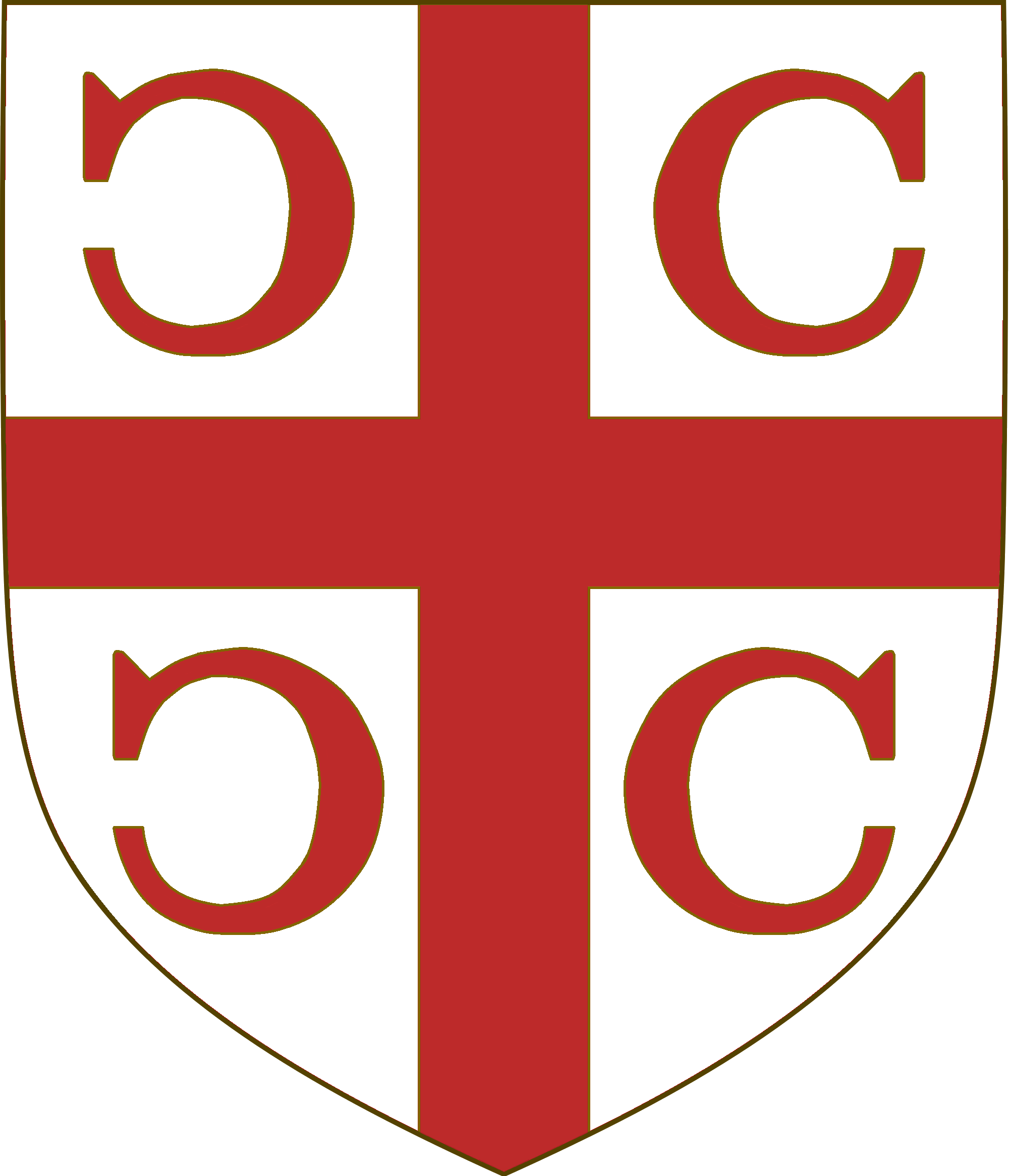
Wappen des Königreiches Thessaloniki

Das Königreich Thessaloniki war ein kurzlebiger französischer (lateinischer) Kreuzfahrerstaat, der 1204 im Vierten Kreuzzug als Teil des Lateinischen Kaiserreichs im Gebiet des vormaligen byzantinischen Themas Thessaloniki gegründet wurde. Nach 20 Jahren endete das Königreich 1224 mit der Eroberung Thessalonikis durch den Despoten von Epirus Theodoros I. Angelos Komnenos Dukas.
Könige von Thessaloniki waren Bonifatius I. (Montferrat) und sein Sohn Demetrius von Montferrat. Nach ihnen wurde der Titel vom französischen Adelsgeschlecht Montferrat bis in die frühe Neuzeit weitergeführt. Die ergiebigste Quelle zur Geschichte des Königreiches (und des Vierten Kreuzzugs) ist Gottfried von Villehardouins Von der Eroberung Konstantinopels.

## Lage und Ausdehnung

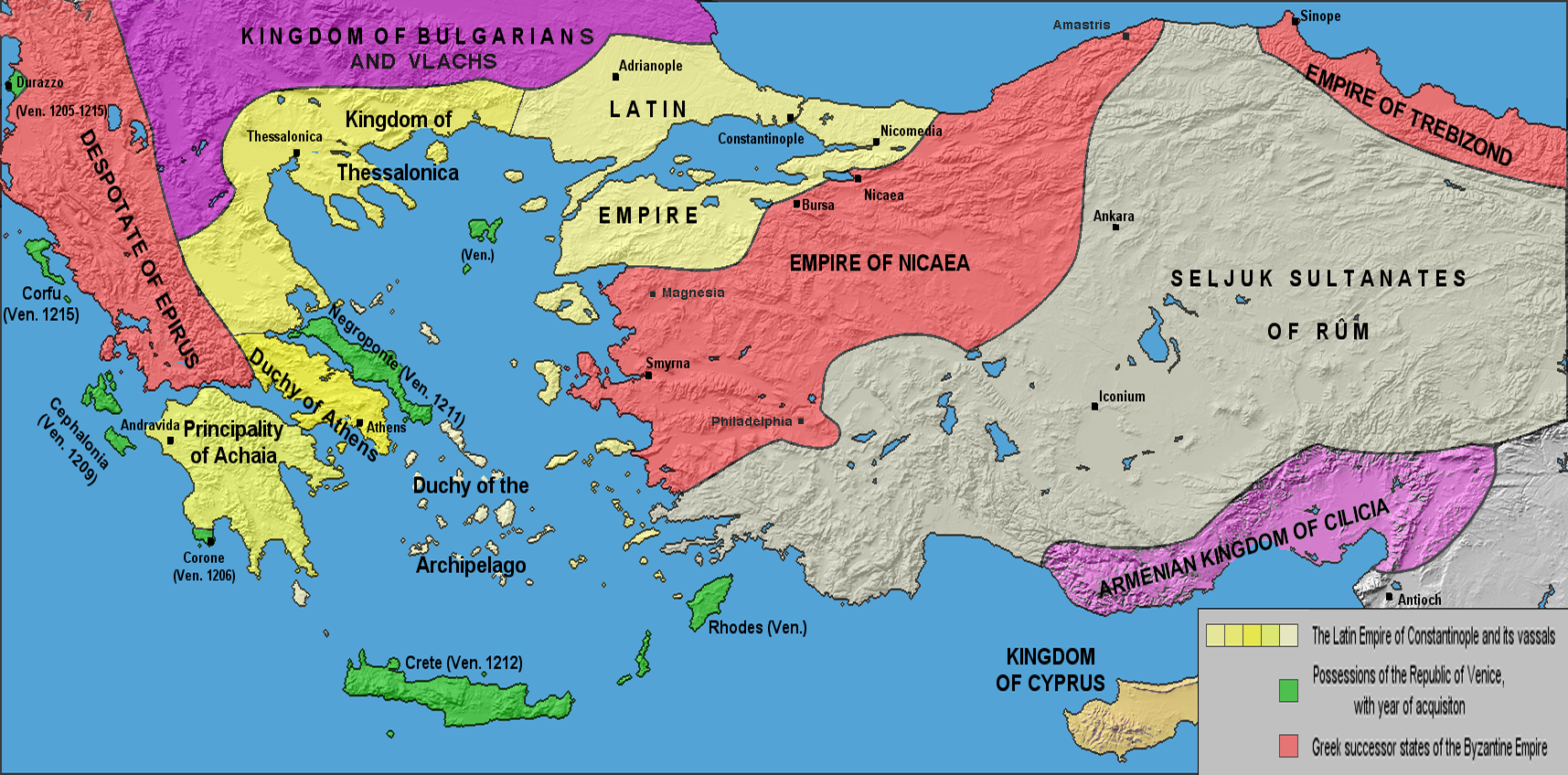
Kreuzfahrerstaaten 1204 nach der Eroberung Konstantinopels im Vierten Kreuzzug, darunter auch das Königreich Thessaloniki

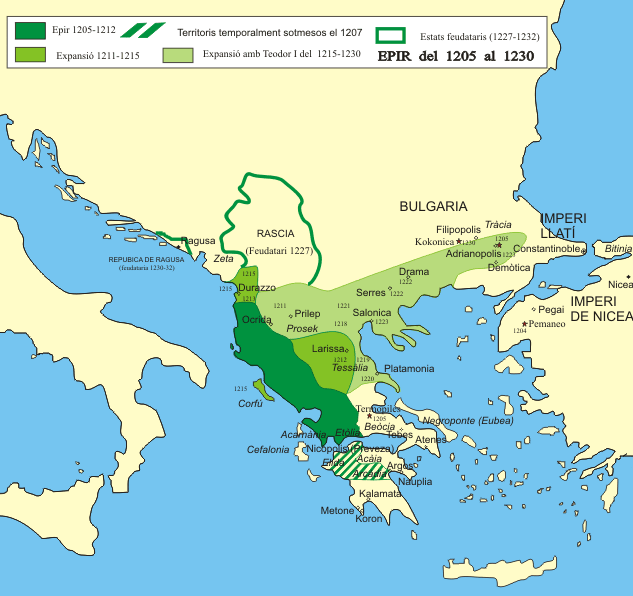
Territoriale Erweiterung des Despotats von Epirus unter anderem auf Kosten des Königreichs Thessaloniki zwischen 1204 und 1230, das es sich vollständig einverleibt

Das Königreich Thessaloniki umfasste anfänglich (1204) die Gebiete der heutigen griechischen Verwaltungsregion Zentralmakedonien, Ostmakedonien und Thrakien (Westthrakien), Thessalien sowie Teile Mittelgriechenlands. Die Südgrenze markierten der Fluss Sperchios und dessen Tal vom Westen bis hin zum malischen Golf im Osten. Angrenzender Nachbar war das Herzogtum Athen, ein weiterer Kreuzfahrerstaat und Vasall des Königreichs Thessaloniki. Die Westgrenze wurde durch die Höhenzüge des Pindos-Gebirges und seiner südlichen Fortsetzungen (Agrafa-Gebirge, Tymfristos-Massiv) gebildet und trennte das Königreich Thessaloniki von seinem westlichen Nachbarn, dem Despotat Epirus, einem byzantinischen Staat. Die Nordgrenze ähnelte der heutigen griechischen Nordgrenze und trennte das Königreich Thessaloniki vom Bulgarischen Reich ab. Im Osten grenzte das Königreich Thessaloniki an die direkt dem lateinischen Kaiser unterstehenden Domänen in Thrakien. Im Gegensatz zur Gegenwart gehörten die Gebiete um Kastoria, Edessa, Veria und Florina nicht zum Königreich Thessaloniki, sondern stellten die südlichen Gebiete des bulgarischen Reiches dar, welche sich zwischen dem Königreich Thessaloniki im Osten und dem Despotat von Epirus im Westen befanden.
Insbesondere die Nord- und Westgrenze waren ständigen Fluktuationen durch die wiederholten Auseinandersetzungen zwischen dem Königreich Thessaloniki einerseits und dem Despotat von Epirus im Westen sowie dem bulgarischen Reich im Westen und Norden ausgesetzt.

## Geschichte
Bonifatius von Montferrat, der Anführer des Kreuzzugs, wurde sowohl von den Kreuzfahrern als auch den Byzantinern nach der Eroberung Konstantinopels 1204 als neuer Kaiser angesehen. Die Venezianer hielten ihn jedoch für zu nahe verwandt mit den Byzantinern, da sein Bruder Konrad in das gestürzte Kaiserhaus eingeheiratet hatte – sie wollten einen Kaiser, den sie einfacher kontrollieren konnten, und wählten Balduin von Flandern zum Kaiser des neuen Lateinischen Kaiserreichs.
Bonifatius akzeptierte die Entscheidung widerstrebend – und machte sich daran, Thessaloniki zu erobern, die zweitgrößte Stadt des Reichs nach Konstantinopel. Den Streit darüber mit Balduin, der die Stadt ebenfalls beanspruchte, gewann er, nachdem er den Venetianern Kreta übergeben hatte. Noch im Jahr 1204 eroberte er Thessaloniki. Anfänglich betrachtete Bonifatius Thessaloniki als unabhängiges Königreich. Auf Intervention von Balduin musste er das Königreich Thessaloniki dem Lateinischen Kaiserreich jedoch unterordnen. Der Titel „König von Thessaloniki“ wurde von Bonifatius nie offiziell benutzt.
Bonifatius wandte sich nach der Eroberung von Thessaloniki nach Süden und eroberte sukzessive große Teile des griechischen Festlandes. Anfänglichen byzantinischen Widerstand, vor allem durch den byzantinischen Gouverneur von Nafplio und Argos Leo Sgouros, brach Bonifatius durch wiederholte militärische Erfolge über byzantinische Reststreitkräfte einschließlich eines Gefechtes bei den Thermopylen. 1204 eroberte Bonifatius Athen und vermachte es als Lehen Herzogtum Athen an den Burgunder Odo de la Roche. 1204 bis 1205 eroberten Wilhelm von Champlitte und Geoffrey von Villardhouin die Peloponnes und wurden Lehnsherrn des Fürstentum Achaia. Somit wurden alle südlich des Flusses Sperchios gelegenen Ländereien von Bonifatius als Lehen des Königreiches Thessaloniki vergeben. Nach der Niederlage des byzantinischen Restheeres ergab sich auch die Insel Euböa, die von Bonifatius als Lehen an Cacero gegeben wurde. Nach der Eroberung von Athen marschierte Bonifatius über den Isthmus von Korinth auf die Peloponnes ein und belagerte die Städte Korinth und Argos gleichzeitig, in denen sich byzantinische Reststreitkräfte befanden. Eine aufkommende Rebellion in Thessaloniki 1205 veranlasste Bonifatius jedoch zur Rückkehr nach Thessaloniki, wo er die Rebellion niederschlug, während gleichzeitig der lateinische Kaiser Balduin I. in der Schlacht von Adrianopel am 14. April 1205 dem bulgarischen Zaren Kalojan unterlag. Die ägäischen Inseln wurden Bonifatius bereits 1203 vom byzantinischen Kaiser Alexios IV. Angelos zugesprochen; bereits 1204 verkaufte Bonifatius den Anspruch auf diese Besitztümer an die Republik Venedig. Außerdem trat er Kreta sowie einen kleinen Landstrich in Makedonien (Kassandra) an die Venezianer gegen eine Zahlung von 1000 Silbermark sowie einer jährlichen Pacht von 10.000 Florin ab.
Bonifatius’ Herrschaft dauerte weniger als drei Jahre, als er von Zar Kalojan von Bulgarien am 4. September 1207 aus einem Hinterhalt in den Ostrhodopen getötet wurde. Das Königreich ging an seinen Sohn Demetrius über, ein Kind, so dass die tatsächliche Macht von verschiedenen Adligen ausgeübt wurde. Die erhoben sich sofort gegen das Lateinische Kaiserreich, wurden aber von Kaiser Heinrich 1209 vernichtend geschlagen. Heinrichs Bruder Eustach wurde als Regent für Demetrius eingesetzt. Das Lateinische Kaiserreich übernahm in der Folgezeit die militärische Kontrolle über das Königreich von Thessaloniki durch das Kommando über die Festungen des Königreiches.
Aus dieser Situation versuchte Michael I. Angelos, Herrscher des Despotat Epirus, 1210 seinen Vorteil zu ziehen und griff das Königreich Thessaloniki an. Auch das bulgarische Reich versuchte, die unklare Führungssituation bei seinem südlichen Nachbarn auszunutzen und mittels eines militärischen Angriffs Gebiete zu erobern. Heinrich schlug sowohl die Streitmacht des Despoten von Epirus wie auch des bulgarischen Reiches und sicherte damit den Fortbestand des Königreichs Thessaloniki.
Der Nachfolger von Michael I. Angelos als Despot von Epirus, Theodoros I. Angelos, setzte die Angriffe nach Michaels Tod 1215 fort. In den 9 Jahren zwischen 1215 und 1224 gelang ihm die sukzessive Eroberung des Gebietes des Königreiches Thessaloniki. 1217 nahm Theodor I. Angelos den lateinischen Kaiser Peter bei dessen Rückkehr auf dem Landweg nach einem erfolglosen Eroberungsversuch von Durazzo (heute Durrës), welches unter der Herrschaft des Despotats von Epirus stand, fest und beraubte damit das lateinische Kaiserreich seines im gleichen Jahr 1217 gekrönten Kaisers. Die nachfolgende Regentschaft durch Conon de Béthune bis 1221 erlaubte keine militärische Intervention zu Gunsten des Königreiches Thessaloniki, das somit nicht mehr auf die militärische Unterstützung des lateinischen Kaiserreiches von Byzanz zählen konnte und zusehends Gebiete an das Despotat Epirus verlor.
1222 spitzte sich die militärische Lage derart zu, dass die Witwe von Bonifatius von Montferrat sowie dessen Sohn und Thronerbe Demetrius von Montferrat nach Italien flohen. Papst Honorius III. wurde von beiden bedrängt, einen erneuten Kreuzzug zur Rettung der Stadt Thessaloniki und damit des Königreiches auszurufen. Dieser Aufruf fand jedoch nur wenig Zuspruch, so dass der Kreuzzug unter Führung von Wilhelm VI. von Montferrat zu schwach gerüstet war und hinsichtlich eines effektiven Entsatzes der mittlerweile durch den Despoten von Epirus belagerten Stadt Thessaloniki zu spät kam. Das endgültige Ende des Königreiches Thessaloniki besiegelte der Fall der Stadt 1224 an Theodor I. Angelos, der sich nach der Eroberung von Thessaloniki zum Kaiser von Thessaloniki krönen ließ. Den Kreuzfahrern unter Wilhelm VIII. von Montferrat und Demetrius von Montferrat gelang zwar eine Landung auf dem griechischen Festland und ein Vormarsch bis zur Ortschaft Almyros in Thessalien, wo eine Durchfallepidemie 1226 das Gros der Kreuzfahrer ohne weitere kriegerische Auseinandersetzungen tötete, darunter auch Wilhelm VIII. von Montferrat am 17. September 1226. Demetrius von Montferrat floh zurück nach Italien, wo er 1227 verstarb.
Der thessalonikische Titel wurde nach dem Tod von Demetrius von Montferrat 1227 bis 1316 noch von verschiedenen Personen beansprucht und eine Zeit lang innerhalb der Familie der Herzöge von Burgund vererbt.

## Könige von Thessaloniki
| König                                                                                         | Regierungszeit | Regenten | Anmerkungen                  |
| --------------------------------------------------------------------------------------------- | -------------- | --- | ---------------------------- |
| Haus Montferrat (Aleramiden)                                                                  |                | |                              |
| Bonifatius                                                                                    | 1204–1207      | | Vierter Kreuzzug (1202–1204) |
| Demetrius                                                                                     | 1207–1224      | Oberto von Biandrate (1207–1209) Eustach von Flandern (1209–1216) Berthold von Katzenelnbogen (1217–?) Guido Pallavicini (1221–1224) |                              |
| Eroberung von Thessaloniki durch den byzantinischen Despoten von Epirus Theodoros I. Angelos. |                | |                              |

## Titularkönige von Thessaloniki
- Johann von Brienne
- Wilhelm von Verona, Herrschaft von Negroponte
- Hugo IV. (Burgund)
- Karl I. (Neapel)
- Philipp von Courtenay
- Ludwig von Burgund

### Haus Montferrat
Nach dem Verlust Thessalonikis verkam das Königreich für das Haus Montferrat zu einer bloßen Titulatur. Markgraf Wilhelm VI. unternahm 1225 einen Rückeroberungsversuch, starb dabei aber kurz nach seiner Ankunft in Griechenland. Der junge König Demetrius nahm sein Exil am Hof Kaiser Friedrichs II. in Italien, wo er 1230 starb. Testamentarisch hatte er den Kaiser zum Erben seiner Rechte bestimmt, ob diese auch das Königtum von Thessaloniki beinhalteten, ist jedoch unklar, zumindest benutzte der Kaiser diesen Rechtstitel nie und erhob auch keine Ansprüche gegen die griechischen Despoten von Epirus. Am 31. August 1239 trat Kaiser Friedrich II. schließlich alle von Demetrius testamentarisch vermachten Ansprüche an dessen Neffen, Markgraf Bonifatius II. von Montferrat, ab. Auch dieser verwendete den Königstitel nie.
Der lateinische Kaiser Balduin II. muss danach als Oberlehnsherr des Königreichs Thessaloniki zu der Auffassung gekommen sein, dass das Haus von Montferrat aufgrund dessen Untätigkeit zur Rückeroberung Thessalonikis seine Rechte darauf verwirkt habe. Jedenfalls verlieh er 1240 oder 1243 in einer Goldbulle das Königreich an Wilhelm von Verona, einem der Dreiherren von Negroponte. Dieser war nicht nur ein erprobter Kriegsmann mit ritterlicher Gesinnung, sondern auch mit Helena verheiratet, die als „Nichte des Königs Demetrius“ (Helenæ, neptis quondam Demetrii regis Thessalonicensis) genannt wird und durch die die Belehnung eine dynastische Legitimierung erhielt. Die genaue familiäre Herkunft der „Nichte Helena“ bleibt obskur. Jean Alexandre Buchon vermutete sie als eine Tochter der Agnes von Montferrat mit Kaiser Heinrich und alternativ als eine Enkelin der Margarete von Ungarn und Kaiser Isaaks’ II.
- Das Haus Montferrat und die möglichen Abstammungen der „Nichte Helena“ nach Buchon:

| Isaak II. Angelos byz. Ks.; † 1204 | Isaak II. Angelos byz. Ks.; † 1204 | Isaak II. Angelos byz. Ks.; † 1204 | Isaak II. Angelos byz. Ks.; † 1204 | Isaak II. Angelos byz. Ks.; † 1204 | Isaak II. Angelos byz. Ks.; † 1204 |                       |                       | Margarete von Ungarn  | Margarete von Ungarn  | Margarete von Ungarn | Margarete von Ungarn | Margarete von Ungarn                   | Margarete von Ungarn                   |                                        |                                        | Bonifazius I. von Montferrat Kg. v. Thessaloniki; † 1207 | Bonifazius I. von Montferrat Kg. v. Thessaloniki; † 1207 | Bonifazius I. von Montferrat Kg. v. Thessaloniki; † 1207 | Bonifazius I. von Montferrat Kg. v. Thessaloniki; † 1207 | Bonifazius I. von Montferrat Kg. v. Thessaloniki; † 1207 | Bonifazius I. von Montferrat Kg. v. Thessaloniki; † 1207 |       |       |       |       |  |  |                                |                                |                                |                                | Elena di Bosco                 | Elena di Bosco                 | Elena di Bosco | Elena di Bosco | Elena di Bosco                             | Elena di Bosco                             |                                            |                                            |                                            |                                            |  |  |  |  |  |  |  |  |  |  |  |  |
| Isaak II. Angelos byz. Ks.; † 1204 | Isaak II. Angelos byz. Ks.; † 1204 | Isaak II. Angelos byz. Ks.; † 1204 | Isaak II. Angelos byz. Ks.; † 1204 | Isaak II. Angelos byz. Ks.; † 1204 | Isaak II. Angelos byz. Ks.; † 1204 |                       |                       | Margarete von Ungarn  | Margarete von Ungarn  | Margarete von Ungarn | Margarete von Ungarn | Margarete von Ungarn                   | Margarete von Ungarn                   |                                        |                                        | Bonifazius I. von Montferrat Kg. v. Thessaloniki; † 1207 | Bonifazius I. von Montferrat Kg. v. Thessaloniki; † 1207 | Bonifazius I. von Montferrat Kg. v. Thessaloniki; † 1207 | Bonifazius I. von Montferrat Kg. v. Thessaloniki; † 1207 | Bonifazius I. von Montferrat Kg. v. Thessaloniki; † 1207 | Bonifazius I. von Montferrat Kg. v. Thessaloniki; † 1207 |       |       |       |       |  |  |                                |                                |                                |                                | Elena di Bosco                 | Elena di Bosco                 | Elena di Bosco | Elena di Bosco | Elena di Bosco                             | Elena di Bosco                             |                                            |                                            |                                            |                                            |  |  |  |  |  |  |  |  |  |  |  |  |
|                                    |                                    |                                    |                                    |                                    |                                    |                       |                       |                       |                       |                      |                      |                                        |                                        |                                        |                                        |                                                          |                                                          |                                                          |                                                          |                                                          |                                                          |       |       |       |       |  |  |                                |                                |                                |                                |                                |                                |                |                |                                            |                                            |                                            |                                            |                                            |                                            |  |  |  |  |  |  |  |  |  |  |  |  |
|                                    |                                    |                                    |                                    |                                    |                                    |                       |                       |                       |                       |                      |                      |                                        |                                        |                                        |                                        |                                                          |                                                          |                                                          |                                                          |                                                          |                                                          |       |       |       |       |  |  |                                |                                |                                |                                |                                |                                |                |                |                                            |                                            |                                            |                                            |                                            |                                            |  |  |  |  |  |  |  |  |  |  |  |  |
|                                    |                                    |                                    |                                    | Manuel Angelos † 1212              | Manuel Angelos † 1212              | Manuel Angelos † 1212 | Manuel Angelos † 1212 | Manuel Angelos † 1212 | Manuel Angelos † 1212 |                      |                      | Demetrius Kg. v. Thessaloniki; † 1230  | Demetrius Kg. v. Thessaloniki; † 1230  | Demetrius Kg. v. Thessaloniki; † 1230  | Demetrius Kg. v. Thessaloniki; † 1230  | Demetrius Kg. v. Thessaloniki; † 1230                    | Demetrius Kg. v. Thessaloniki; † 1230                    |                                                          |                                                          | Agnes                                                    | Agnes                                                    | Agnes | Agnes | Agnes | Agnes |  |  | Heinrich Ks. v. Konst.; † 1216 | Heinrich Ks. v. Konst.; † 1216 | Heinrich Ks. v. Konst.; † 1216 | Heinrich Ks. v. Konst.; † 1216 | Heinrich Ks. v. Konst.; † 1216 | Heinrich Ks. v. Konst.; † 1216 |                |                | Wilhelm VI. Mkgr. v. Montferrat; † 1225    | Wilhelm VI. Mkgr. v. Montferrat; † 1225    | Wilhelm VI. Mkgr. v. Montferrat; † 1225    | Wilhelm VI. Mkgr. v. Montferrat; † 1225    | Wilhelm VI. Mkgr. v. Montferrat; † 1225    | Wilhelm VI. Mkgr. v. Montferrat; † 1225    |  |  |  |  |  |  |  |  |  |  |  |  |
|                                    |                                    |                                    |                                    | Manuel Angelos † 1212              | Manuel Angelos † 1212              | Manuel Angelos † 1212 | Manuel Angelos † 1212 | Manuel Angelos † 1212 | Manuel Angelos † 1212 |                      |                      | Demetrius Kg. v. Thessaloniki; † 1230  | Demetrius Kg. v. Thessaloniki; † 1230  | Demetrius Kg. v. Thessaloniki; † 1230  | Demetrius Kg. v. Thessaloniki; † 1230  | Demetrius Kg. v. Thessaloniki; † 1230                    | Demetrius Kg. v. Thessaloniki; † 1230                    |                                                          |                                                          | Agnes                                                    | Agnes                                                    | Agnes | Agnes | Agnes | Agnes |  |  | Heinrich Ks. v. Konst.; † 1216 | Heinrich Ks. v. Konst.; † 1216 | Heinrich Ks. v. Konst.; † 1216 | Heinrich Ks. v. Konst.; † 1216 | Heinrich Ks. v. Konst.; † 1216 | Heinrich Ks. v. Konst.; † 1216 |                |                | Wilhelm VI. Mkgr. v. Montferrat; † 1225    | Wilhelm VI. Mkgr. v. Montferrat; † 1225    | Wilhelm VI. Mkgr. v. Montferrat; † 1225    | Wilhelm VI. Mkgr. v. Montferrat; † 1225    | Wilhelm VI. Mkgr. v. Montferrat; † 1225    | Wilhelm VI. Mkgr. v. Montferrat; † 1225    |  |  |  |  |  |  |  |  |  |  |  |  |
|                                    |                                    |                                    |                                    |                                    |                                    |                       |                       |                       |                       |                      |                      |                                        |                                        |                                        |                                        |                                                          |                                                          |                                                          |                                                          |                                                          |                                                          |       |       |       |       |  |  |                                |                                |                                |                                |                                |                                |                |                |                                            |                                            |                                            |                                            |                                            |                                            |  |  |  |  |  |  |  |  |  |  |  |  |
|                                    |                                    |                                    |                                    |                                    |                                    |                       |                       |                       |                       |                      |                      |                                        |                                        |                                        |                                        |                                                          |                                                          |                                                          |                                                          |                                                          |                                                          |       |       |       |       |  |  |                                |                                |                                |                                |                                |                                |                |                |                                            |                                            |                                            |                                            |                                            |                                            |  |  |  |  |  |  |  |  |  |  |  |  |
|                                    |                                    |                                    |                                    |                                    |                                    |                       |                       |                       |                       |                      |                      | Helena die Nichte ⚭ Wilhelm von Verona | Helena die Nichte ⚭ Wilhelm von Verona | Helena die Nichte ⚭ Wilhelm von Verona | Helena die Nichte ⚭ Wilhelm von Verona | Helena die Nichte ⚭ Wilhelm von Verona                   | Helena die Nichte ⚭ Wilhelm von Verona                   |                                                          |                                                          |                                                          |                                                          |       |       |       |       |  |  |                                |                                |                                |                                |                                |                                |                |                | Bonifatius II. Mkgr. v. Montferrat; † 1252 | Bonifatius II. Mkgr. v. Montferrat; † 1252 | Bonifatius II. Mkgr. v. Montferrat; † 1252 | Bonifatius II. Mkgr. v. Montferrat; † 1252 | Bonifatius II. Mkgr. v. Montferrat; † 1252 | Bonifatius II. Mkgr. v. Montferrat; † 1252 |  |  |  |  |  |  |  |  |  |  |  |  |
|                                    |                                    |                                    |                                    |                                    |                                    |                       |                       |                       |                       |                      |                      | Helena die Nichte ⚭ Wilhelm von Verona | Helena die Nichte ⚭ Wilhelm von Verona | Helena die Nichte ⚭ Wilhelm von Verona | Helena die Nichte ⚭ Wilhelm von Verona | Helena die Nichte ⚭ Wilhelm von Verona                   | Helena die Nichte ⚭ Wilhelm von Verona                   |                                                          |                                                          |                                                          |                                                          |       |       |       |       |  |  |                                |                                |                                |                                |                                |                                |                |                | Bonifatius II. Mkgr. v. Montferrat; † 1252 | Bonifatius II. Mkgr. v. Montferrat; † 1252 | Bonifatius II. Mkgr. v. Montferrat; † 1252 | Bonifatius II. Mkgr. v. Montferrat; † 1252 | Bonifatius II. Mkgr. v. Montferrat; † 1252 | Bonifatius II. Mkgr. v. Montferrat; † 1252 |  |  |  |  |  |  |  |  |  |  |  |  |
|                                    |                                    |                                    |                                    |                                    |                                    |                       |                       |                       |                       |                      |                      |                                        |                                        |                                        |                                        |                                                          |                                                          |                                                          |                                                          |                                                          |                                                          |       |       |       |       |  |  |                                |                                |                                |                                |                                |                                |                |                | Wilhelm VII. Mkgr. v. Montferrat; † 1292   |                                            |                                            |                                            |                                            |                                            |  |  |  |  |  |  |  |  |  |  |  |  |
|                                    |                                    |                                    |                                    |                                    |                                    |                       |                       |                       |                       |                      |                      |                                        |                                        |                                        |                                        |                                                          |                                                          |                                                          |                                                          |                                                          |                                                          |       |       |       |       |  |  |                                |                                |                                |                                |                                |                                |                |                |                                            |                                            |                                            |                                            |                                            |                                            |  |  |  |  |  |  |  |  |  |  |  |  |
|                                    |                                    |                                    |                                    |                                    |                                    |                       |                       |                       |                       |                      |                      |                                        |                                        |                                        |                                        |                                                          |                                                          |                                                          |                                                          |                                                          |                                                          |       |       |       |       |  |  |                                |                                |                                |                                |                                |                                |                |                | Yolande ⚭ Andronikos II. Palaiologos       |                                            |                                            |                                            |                                            |                                            |  |  |  |  |  |  |  |  |  |  |  |  |

Die Belehnung von 1240/43 ist letztendlich ohne Folgen geblieben. Ob Wilhelm von Verona oder einer seiner Nachkommen je versucht haben, den Anspruch auf Thessaloniki durchzusetzen, ist unbekannt. Von Seiten des Hauses Montferrat ist er jedenfalls nicht mehr erhoben wurden. Durch die Verheiratung der Yolande von Montferrat († 1317) mit dem byzantinischen Kaiser Andronikos II. Palaiologos im Jahr 1284 hat die Familie ihren Anspruch schließlich zur Gänze aufgegeben, indem sie ihn als Mitgift der Braut in die Ehe und somit an das griechische Kaiserhaus gegeben haben.

### Haus Burgund
Nach dem Verlust Konstantinopels an die Griechen im Jahr 1261 war Kaiser Balduin II. zur Exilnahme in Frankreich genötigt. Um dort Geld und Verbündete zu gewinnen, hatte er im Januar 1265 den Anspruch an das Königreich Thessaloniki an Herzog Hugo IV. von Burgund verkauft, welcher militärische Unterstützung zur Rückeroberung von Konstantinopel versprochen hat. Offenbar ist der Kaiser hier erneut zu der Auffassung gelangt, dass alle vorherigen Rechteinhaber wegen Untätigkeit ihre Ansprüche verwirkt haben und das Königreich somit frei für eine Neubelehnung geworden ist. Allerdings hatten auch der Herzog von Burgund und seine unmittelbaren Nachkommen keine Anstrengungen dahingehend unternommen. So ließ sich Karl von Anjou, König von Sizilien, in seinem mit Kaiser Balduin II. am 27. Mai 1267 in Viterbo vereinbarten Allianzvertrag das Einzugsrecht auf das Königreich Thessaloniki für seine Familie festschreiben, für den Fall, dass alle anderen Rechteinhaber in näherer Zukunft keine ernsthaften Bemühungen zur Rückeroberung Thessalonikis unternehmen würden. Nach dem Tod Balduins II. nahm sein Sohn Philipp den Kaisertitel an und, um sich seinem Schwiegervater Karl von Anjou gefällig zu zeigen, schenkte er seinem Schwager Philipp von Anjou am 10. März 1274 das Königreich Thessaloniki. Am 3. Juli 1281 schmiedete Karl von Anjou in Orvieto eine Allianz mit Venedig, um einen großangelegten Feldzug gegen Konstantinopel vorzubereiten. Die Pläne Karls und damit auch die Bedeutung Philipps fanden im März 1282 mit dem Ausbruch der sizilianischen Vesper ihr jähes Ende.
Das Haus Burgund hat, im Gegensatz zum Haus Montferrat, aber an seinen Rechten weiter festgehalten, die noch einmal an Bedeutung gewannen. 1313 ist Philipp I. von Tarent, der Enkel Karls von Anjou, nach Frankreich gekommen. Dort hat er zunächst Katharina von Valois geheiratet und sich in deren Namen die Kaiserwürde von Konstantinopel gesichert. Als solcher hat er schließlich im Juli desselben Jahres in Fontainebleau Ludwig von Burgund formell mit dem Königreich Thessaloniki beliehen, offenbar nachdem dessen ältester Bruder, Herzog Hugo V. († 1315), auf diese Würde einen Verzichtet geleistet hat. „König Ludwig“ selbst hat dazu die Erbin des noch existierenden Fürstentums Achaia geheiratet, mit der er tatsächlich nach Griechenland gereist ist. Dort hatte er allerdings keine Gelegenheit zur Eroberung Thessalonikis gehabt, sondern hatte einen Kampf um Achaia mit einem rivalisierenden Prätendenten auszutragen. Dabei ist er schon 1316 kinderlos gestorben. Die Rechte auf das Königreich Thessaloniki sind so an seinen älteren zweiten Bruder, Herzog Odo IV. († 1350), zurückgefallen. Der wiederum hat sie am 8. Oktober 1231 direkt an Philipp I. von Tarent weiterverkauft.
Weder Philipp von Tarent noch irgendeiner seiner Erben haben den Königstitel von Thessaloniki je geführt noch einen Anspruch auf das Königreich durchzusetzen versucht.